# Gegé
Admilson Estaline Dias de Barros (Santiago, 24 de fevereiro de 1988) é um futebolista profissional cabo-verdiano que atua como defensor.

## Carreira
Gegé representou o elenco da Seleção Cabo-Verdiana de Futebol no Campeonato Africano das Nações de 2015.